# Drepanogynis mixtaria
Drepanogynis mixtaria là một loài bướm đêm trong họ Geometridae.